# Edificio Eiffel
El Edificio Eiffel es un edificio residencial ubicado en Plaza de la República, en São Paulo (Brasil). Fue diseñado por el arquitecto Oscar Niemeyer en 1953 e inaugurado en 1956.
El edificio fue diseñado en la década de 1950, cuando Niemeyer tenía una oficina en São Paulo, administrada por el arquitecto Carlos Lemos. El edificio, con dos alas laterales, cuenta con departamentos dúplex (54 unidades de dos, tres y cuatro dormitorios), lo que fue una novedad para la época. Fue el último edificio residencial diseñado por Niemeyer en São Paulo.
El Eiffel aparece en uno de los itinerarios de obras arquitectónicas en São Paulo, una iniciativa del Museu da Casa Brasileira (MCB) y la Secretaría de Cultura del Estado de São Paulo, publicado bajo el nombre Três Momentos por Oscar Niemeyer y organizado por Ruth Verde Zein.